# جبة (لباس)

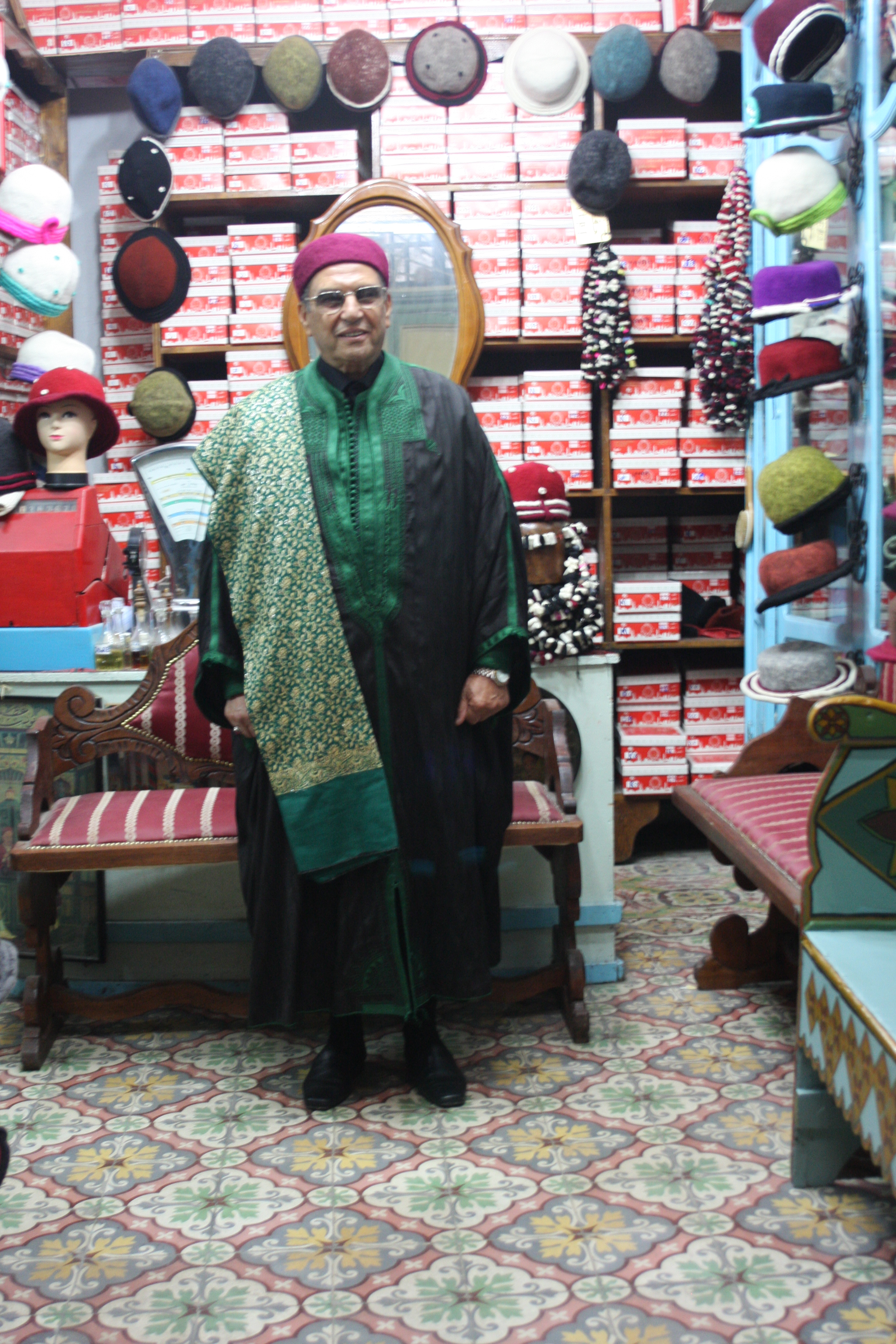
جبة ترافقها شاشية

الجبّة لباس عربي خارجي فضفاض مفصّل ومخيّط له فتحة مطرّزة مكان الرّقبة وفتحتين مكان الذّراعين، يغطي كامل الجسم ماعدا الذراعين والساقين، ويصنع من الصوف أو الحرير. توجد أنواع مختلفة من الجِباب، تختلف حسب نوعيّة القماش والمادّة المصنوعة منها،  وهي لباس عربي أصيل ضارب في القدم ومنه استُوحي الجلباب والقميص. لبس العرب الجبة في الجاهلية ولا يزال منتشراً في شمال إفريقيا كلباس مناسباتي في حفلات الزفاف وشهر رمضان المعظم وأيام المولد النبوي وحفلات الختان وغيرها. وتمثل الجبة القطعة الأساسية من اللباس التقليدي الرجالي التونسي.

## أنواع الجبّة

### جِبّة الحْرِيرْ
تكون مصنوعة إمّا من الحرير الطّبيعي أو من الحرير الاصطناعي، وتكون عادة في اللّون الأبيض، أو من قماش القرماسود وتكون في عدّة ألوان. يتمّ لباس الجّبة الحرير في المناسبات والاحتفالات والأعياد.

### جبة المقردش
تكون مصنوعة إمّا من الحرير الطبيعي والصوف الأبيض، أو من الحرير الاصطناعي والصوف الممتاز، تكون مخطّطة ويكون لونها عادة أسودًا أو خمريّا. يتمّ لباسها في المناسبات ولكنّها تًستعمل أكثر في الشّتاء.

### جبة الصوف
تكون منسوجة من الصوف وهي لباس شتوي، لا يُستعمل في المناسبات والأعياد، ويكون لونها عادة أخضر، أزرق أو رمادي. تسمّى أيضا 'طرشة' أو 'صادة'.

### الجبّة القمراية
تكون منسوجة من الكتان، تكون في عدّة ألوان مثل الأبيض، التّبني، الجوهري والرّمادي، يتم لباس البيضاء في المناسبات، أمّا بقيّة الألوان فيتمّ لباسها في فصل الصّيف كلباس يومي.

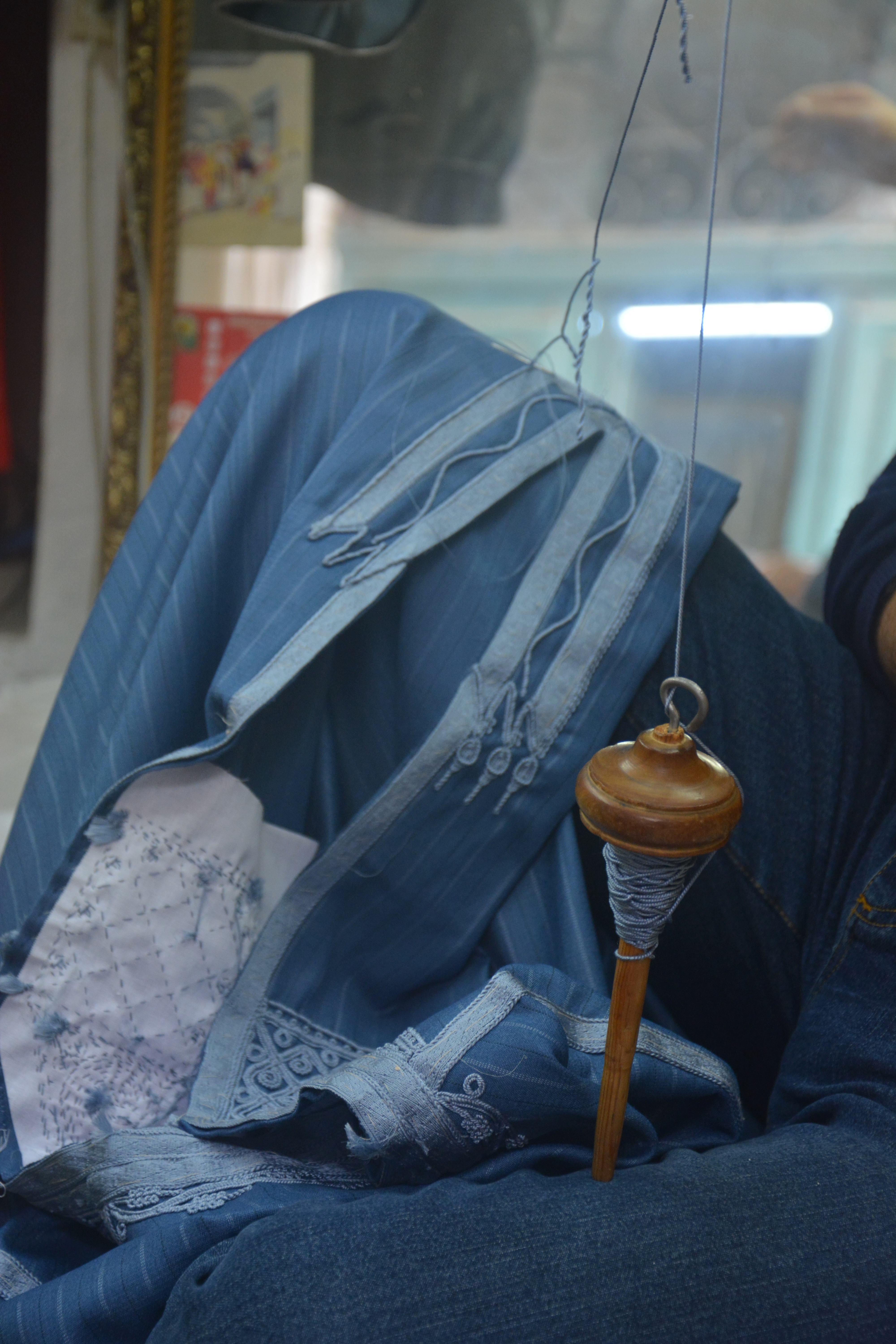
جبة في طور التطريز
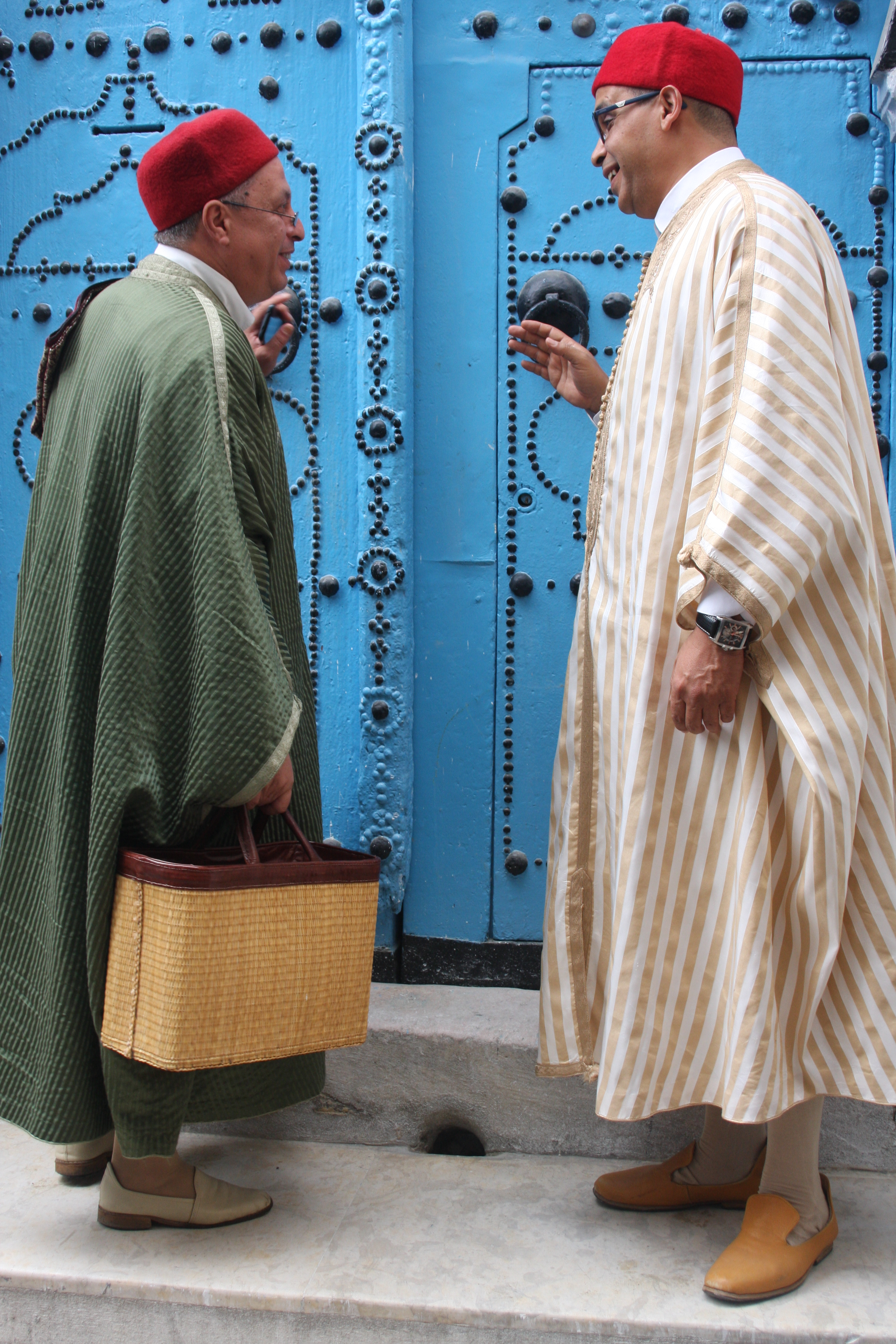
ألوان مختلفة من الجبة
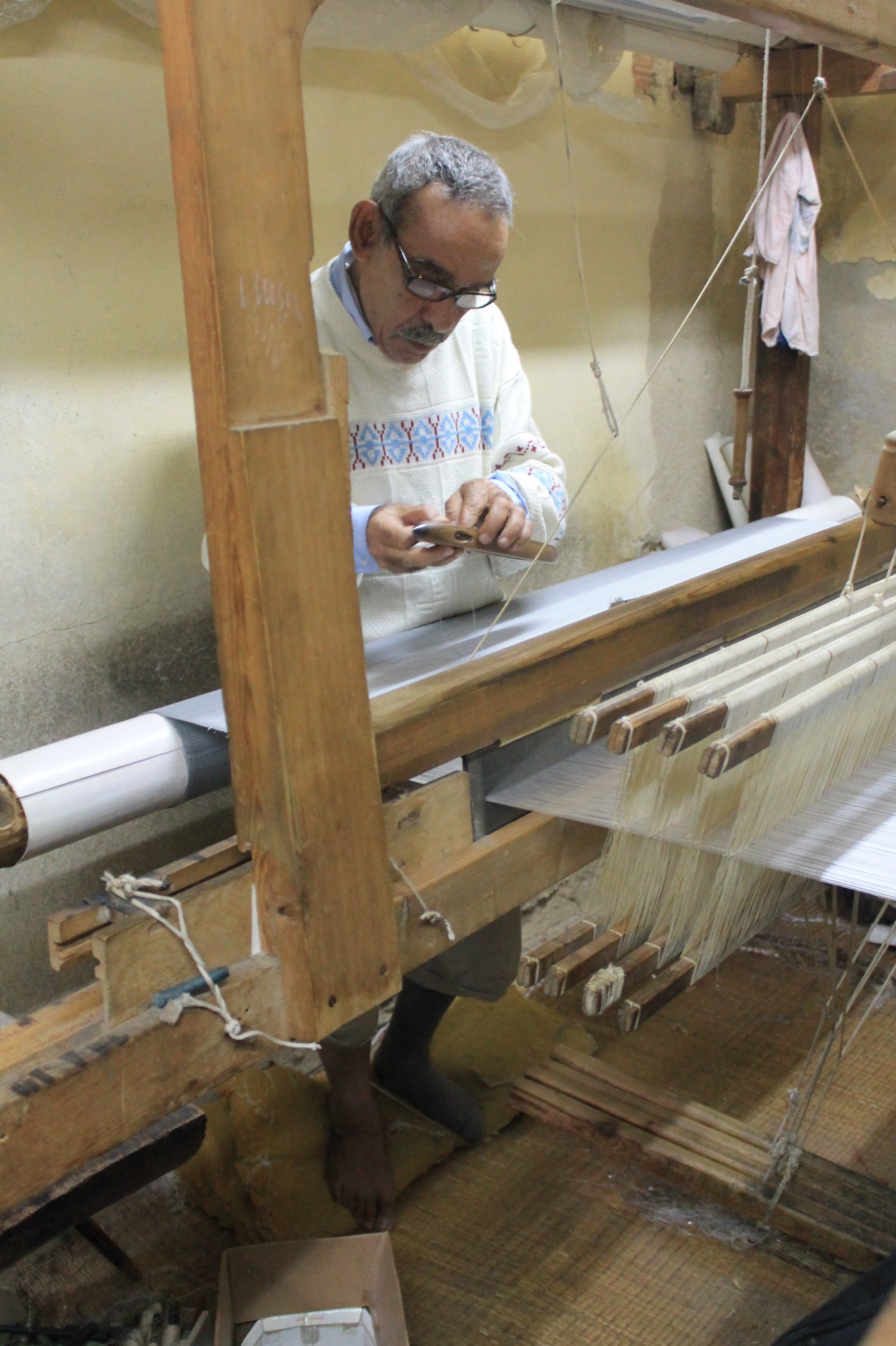
قماش جبة من الحرير في طور النسيج
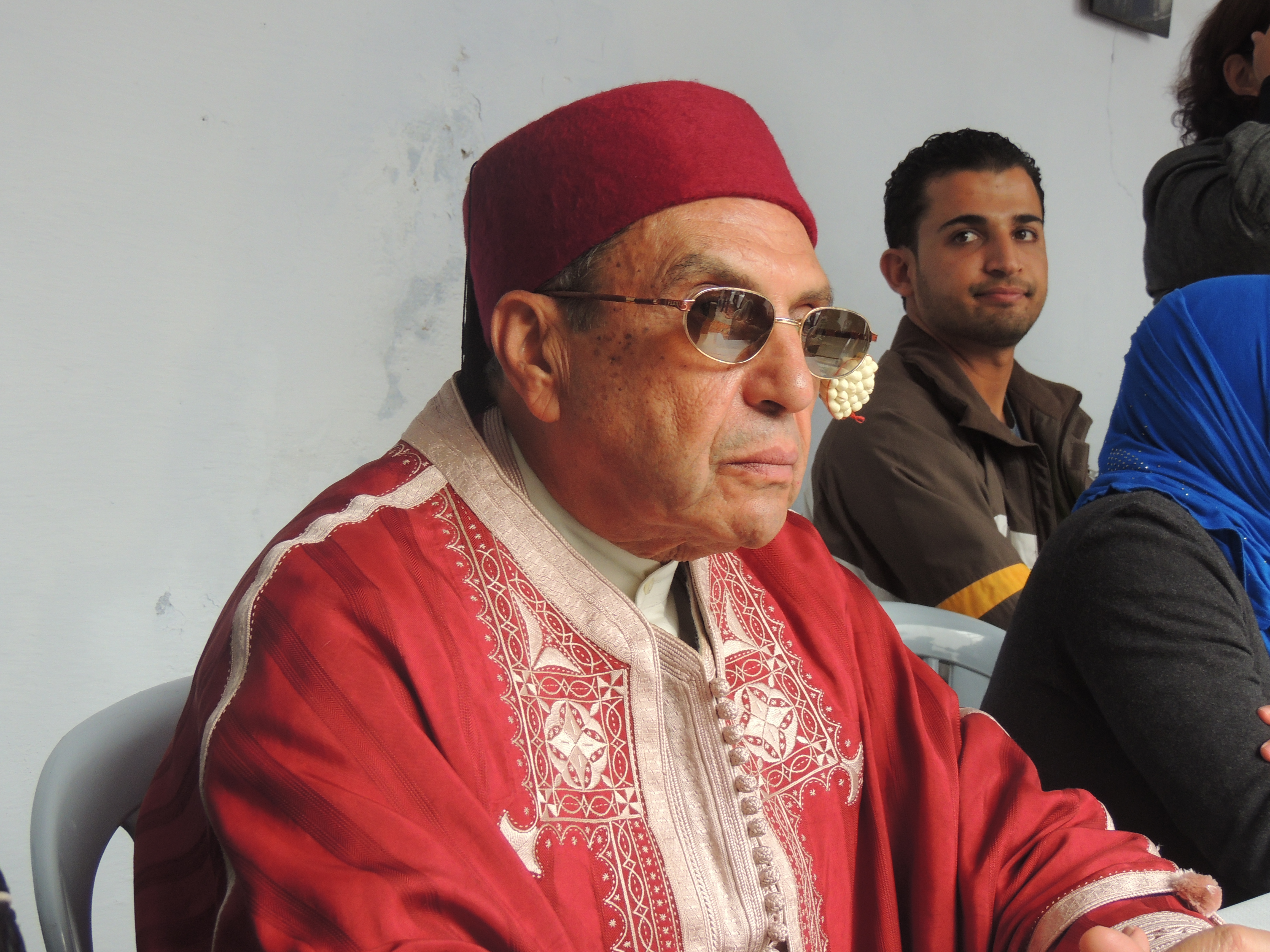
جبة خمري مع شاشية

### جبة فتول
لباس العروس في الجريد ليلة الفتول تصنع من قماش القطيفة تتكون من لونين أحمر وأخضر يتنصفها شريط ذهبي أو كما يعرف بالعامية حرج.

### جبة غولي
جبة غولي وتسمى أيضا بجبة الشطار لأنها تتكون من شطري قماش في الغالب تكون من اللونين الأحمر والأخضر وهو لباس العروس القرقنية ليلة الهروب وتتميز بطوق ذهبي يصنع من الحرج. غالبا ما تكون قصيرة لأنها تلبس مع سروال.

### جبة ملف
أحد الألبسة التقليدية لجزيرة قرقنة تتكون أيضا من لونين إلا إنها تتميز بشرائط ملونة.

### جبة القرص
جبة اشتهرت باللون الأسود كانت تصنع من قماش الصوف ولها ضفيرة ذهبية تعرف باسم القيطن تحف برقبتها.